# Iswaryne
Iswaryne (ukrainisch Ізварине; russisch Изварино Iswarino) ist eine Siedlung städtischen Typs am Ufer des Welyka Kamjanka (Велика Кам'янка) im äußersten Osten der ukrainischen Oblast Luhansk am Grenzübergang zur russischen Oblast Rostow.

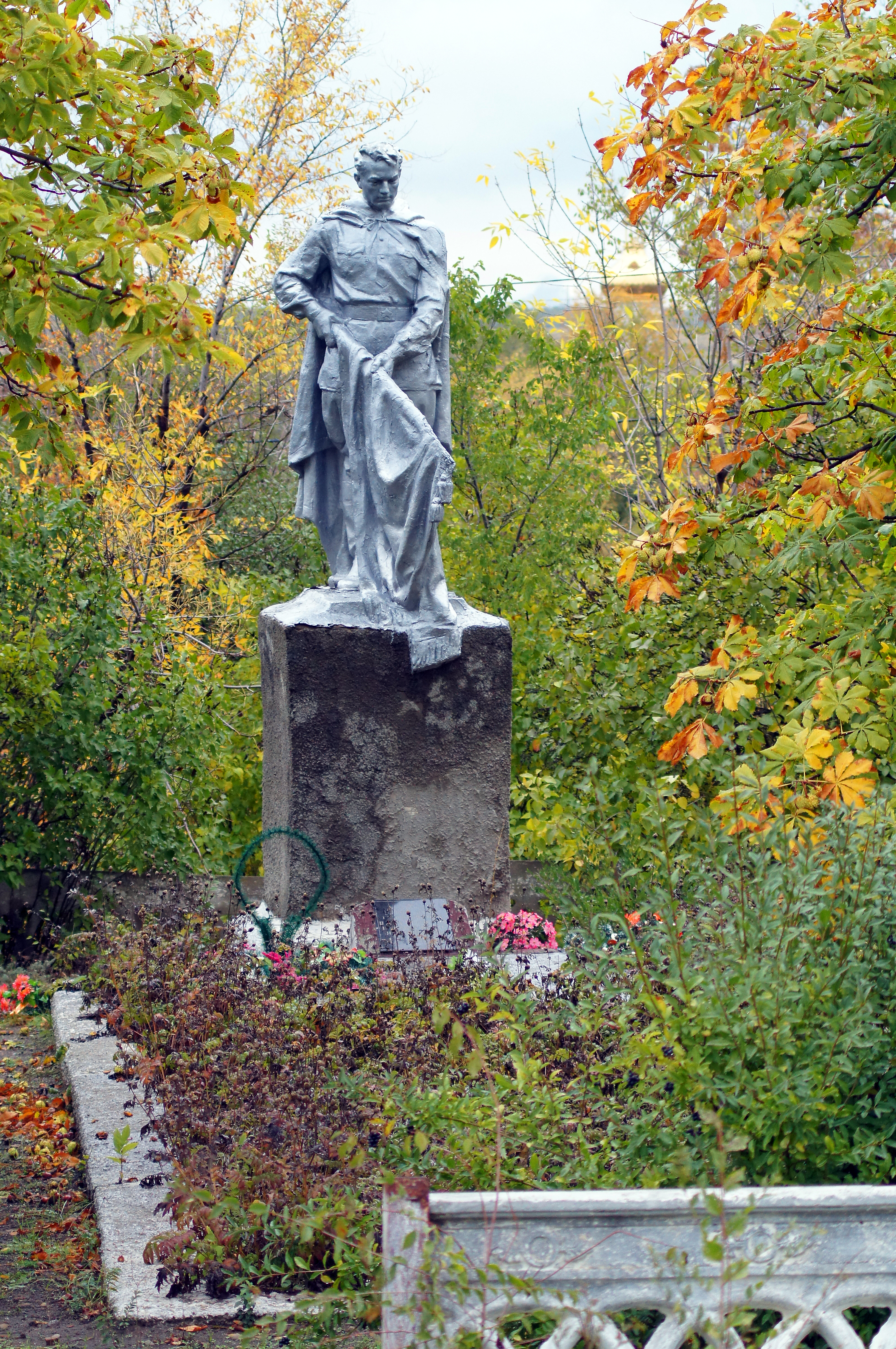
Denkmal im Ort

## Geografie
Krasnodon, zu dessen Stadtgemeinde die Siedlung administrativ zählt, liegt etwa 10 km westlich und die Oblasthauptstadt Luhansk 55 km nordwestlich. Zur gleichnamigen Siedlungsratsgemeinde zählt auch die Siedlung städtischen Typs Krasnodarskyj (5 Kilometer nordöstlich gelegen).

## Infrastruktur
Durch Iswaryne führt die Fernstraße M 04, die hinter der russischen Grenze als A260 in die in etwa 10 km Entfernung liegende russische Stadt Donezk führt.

## Geschichte
Die 1914 gegründete Ortschaft besitzt seit 1938 den Status einer Siedlung städtischen Typs. Der Ort zählte 2012 etwa 1700 Einwohner. Bei der Bevölkerungszählung im Jahr 1959 hatte er noch 5483 Einwohner.
Bei dem Abschuss einer Antonow An-26 der ukrainischen Luftstreitkräfte im Rahmen des Russisch-Ukrainischen Krieges am 14. Juli 2014 über Iswarine in einer Höhe von über 6000 Metern kamen 2 Menschen ums Leben.
Am 22. August 2014 überquerten etwa hundert von knapp 300 Lastwagen eines russischen „Hilfskonvois“ der OSZE zufolge ohne Einverständnis der ukrainischen Regierung und des Roten Kreuzes bei Iswaryne die ukrainische Grenze, was die Ukraine als „direkte Invasion“, eine Verletzung der ukrainischen Souveränität und einen „Verstoß gegen das internationale Recht“ bezeichnete.